# Unitat militar
Una unitat militar és una part d'unes forces armades consistent en un nombre determinat d'homes, vehicles, vaixells o avions. Els exèrcits de terra, de mar i d'aire s'organitzen jeràrquicament en unitats de diverses dimensions amb característiques i objectius diferents a nivell funcional, tàctic i administratiu.
Tècnicament una unitat és un grup militar homogeni, com un batalló (infanteria) o un regiment (cavalleria), amb funcions administratives i de comandament a nivell de la mateixa unitat. La composició específica en unitats d'una organització militar en un moment determinat o per a una acció determinada s'acostuma a anomenar l'«ordre de batalla».
Usualment cada unitat té com a insígnia identificativa un emblema (que els membres de la unitat poden dur al braç, a la lligadura, etc.), i també una bandera (guió o ensenya).

## Jerarquia d'unitats militars
A continuació es presenta un esquema general de l'organització jeràrquica de les unitats militars arreu del món. Evidentment pot haver-hi considerables diferències entre exèrcits de diferents estats, tot i que actualment molts han pres els models britànic i dels Estats Units. L'estructura següent, a més, pot canviar de denominació, força o comandament segons l'arma (terra, mar o aire). Per exemple, a l'exèrcit britànic regiment i brigada són el mateix, amb el nom brigade, mentre que en algunes armes els batallons s'anomenen regiments. D'altra banda l'estructura de nivell més alt només és present en forces armades molt grans (per exemple, al Canadà el nivell organitzatiu més alt és a nivell de divisió). A això cal afegir les diverses tradicions pròpies de cada país, de manera que la taula següent s'ha de prendre només com una guia general i no com una descripció detallada de l'organització estructural dels diversos exèrcits del món. Finalment, cal puntualitzar que l'equivalent de la companyia es denomina esquadró en cavalleria, i bateria en artilleria.
| Símbol | Nom                 | Força numèrica  | Unitats subordinades            | Oficial al comandament              |
| ------ | ------------------- | --------------- | ------------------------------- | ----------------------------------- |
| XXXXXX | teatre d'operacions | (variable)      | 2 o + grups d'exèrcits          | general / mariscal de camp          |
| XXXXX  | grup d'exèrcits     | (variable)      | 2 o + exèrcits de camp          | general / mariscal de camp          |
| XXXX   | exèrcit de camp     | (variable)      | 2 o + cossos d'exèrcit          | general / mariscal de camp          |
| XXX    | cos d'exèrcit       | 30.000+         | 2 o + divisions                 | tinent General / general            |
| XX     | divisió             | 10.000 – 20.000 | 2-4 brigades                    | general de divisió / tinent general |
| X      | brigada             | 2.000 – 5.000   | 2 o + regiments / 3–6 batallons | general de brigada / major general  |
| III    | regiment            | 2.000 – 3.000   | 3–4 batallons                   | coronel                             |
| II     | batalló             | 300 – 1.200     | 2–6 companyies                  | tinent coronel                      |
| I      | companyia           | 75 – 200        | 2–6 seccions                    | capità o comandant                  |
| •••    | secció              | 30 – 50         | 2 o + escamots                  | tinent o capità                     |
| ••     | escamot             | 10 – 20         | 2 o + esquadres                 | caporal 1r, caporal major o sergent |
| •      | esquadra            | 3 – 10          |                                 | caporal                             |